# Matrimoine culturel
Pour les articles homonymes, voir Matrimoine.
Le matrimoine culturel est l'héritage culturel légué par les générations de femmes précédentes. Bien que le terme matrimoine existe depuis le Moyen Âge pour décrire les biens hérités de la mère, il fut supplanté par la notion de patrimoine et son usage resta longtemps limité. À partir des années 2000, la notion réapparaît dans un sens nouveau sous la plume d'auteurs souhaitant insister sur le rôle des femmes dans le développement culturel.

## Genèse de la notion de matrimoine

### Étymologie
Étymologiquement, matrimoine est un dérivé du latin mater, « la mère ».
Matrimoine est emprunté au latin impérial matrimonium, mariage, et à son pluriel matrimonia, les femmes mariées. Ceux-ci ont donné l'ancien français matremuine (1155), matremoine (1356), matrimoigne (1380) puis matrimoine en 1408. Ce dernier désigne dès lors l'ensemble des biens, des droits hérités de la mère, comme son vocable dérivé du latin mater, la mère, le suggère. C'est là une forme de legs parmi les plus courants.

### Historique

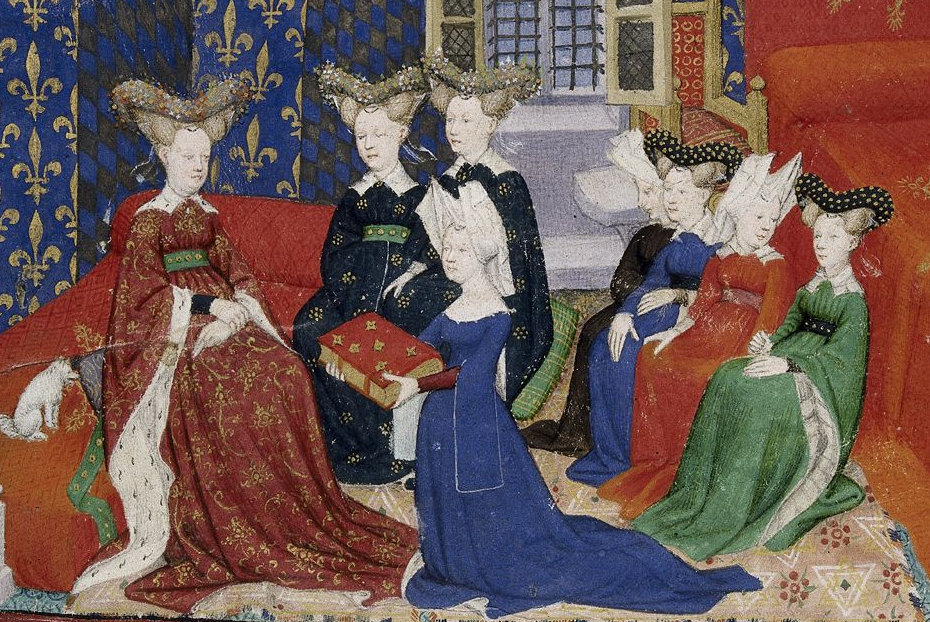
Enluminure de 1413 montrant Christine de Pizan présentant ses Épîtres du Débat sur Le Roman de la Rose à la reine Isabelle de Bavière.

D’après Le Robert historique de la langue française, le mot apparaît dès 1155 en ancien français sous la forme de matremuine. On le retrouve en 1160, dans un manuscrit du poète anglo-normand Wace. Au Moyen Âge, quand un couple se mariait, il déclarait son matrimoine d'une part, biens hérités de la mère, et d'autre part son patrimoine, l'héritage paternel,.
Le terme patrimoine, à l'instar de matrimoine, dérive du lexique latin qui connaît patrimonium, lui même dérivé du latin pater, le père. Au XIIe siècle, patrimoine supplante progressivement  matremoigne jusqu'à l'éclipser totalement. Cependant on rencontre le mot matrimoine encore au XIVe siècle,. En 1408, l'orthographe du mot évolue de « matrimoigne » à « matrimoine ».
Le mot matrimoine est utilisé dans la traduction de La Cité des dames de Christine de Pizan (1405) réalisée par Thérèse Moreau et Éric Hicks en 1986 :
« mes cheres dames si ne vueillés mie user de ce nouvel heritage sicome font les arrogans qui deviennent orgueilleux quant leur prosperité croist et leur richece multiplie »
— Christine de Pizan, La Cité des dames (1405), Harley MS 4431 (British Library)

« mes chères amies, ne faites pas mauvais usage de ce nouveau matrimoine, comme le font ces arrogants qui s’enflent d’orgueil en voyant multiplier leurs richesses et croître leur prospérité. »

— Christine de Pizan, La Cité des dames, traduction par Thérèse Moreau et Éric Hicks (1986)
Le Dictionnaire historique de la langue française signale que le terme matrimoine « a vieilli, étant considéré comme un terme burlesque au XVIIe siècle puis a disparu ». Il « refait son apparition de manière isolée (1968, titre d'un roman d'Hervé Bazin), comme pendant de patrimoine »,. Selon Jean Pruvost, il resurgit également en 1968 dans l'Écho de la mode. Il s'agit alors de ne pas négliger ce qu'apporte la mère.
En 2000, le chercheur et psychanalyste Amine Azar définit le matrimoine comme « des manières de dire et des manières de faire transmises en lignée féminine par des voies fort variées ». Il décrit le « profond bouleversement » que subit le matrimoine au XVIIe siècle, à travers notamment l'analyse des contes de fées : bouleversement lié aux rejets des valeurs de la société médiévale, à la mise en place de l'absolutisme et de l'État centralisateur. Cette « crise du matrimoine » aurait joué un grand rôle, selon lui, dans la crise de la conscience européenne entre 1680 et 1715.
En 2002, l'ethnologue Ellen Hertz retrace avec précision l'histoire de ce mot : elle en conclut que ce « prétendu néologisme n'en est pas un », que « l'histoire de son existence suivie de celle de son effacement révèle tout un programme » et suggère « que l'élargissement du champ sémantique de patrimoine ne fut possible qu'à la condition d'une diminution concomitante de celui de matrimoine ». Elle analyse comment le matrimoine, défini au départ comme les biens maternels, devient peu à peu les biens de l'épouse, puis est englobé dans ceux du couple : « glissement encore conjugué à une appropriation, et ensuite effacement ». Selon Charlotte Foucher-Zarmanian et Arnaud Bertinet, Ellen Hertz érige le matrimoine « en outil critique » dans un « double objectif d'exhumation et de réappropriation » et y englobe ainsi tout ce qui relève de l'Autre. Dans cette optique, « le matrimoine invite alors à la reconstruction d'une contre-histoire des musées et du patrimoine du point de vue des dominés et des vaincus ».
À partir de 2013, les travaux de l'artiste et chercheuse Aurore Évain,,, sur le matrimoine théâtral sous l'Ancien Régime vont conduire les militantes du Mouvement HF pour l'égalité des femmes et des hommes dans les arts et la culture à organiser les « Journées du matrimoine », en partenariat avec d'autres institutions ,,. L'association IDEM en Catalogne publie également un premier livre sur l’héritage culturel des femmes, portant le titre de Matrimoine, effectuant un recensement de 66 figures du matrimoine catalan en 2013 sous la direction de Françoise Birkui. Un second ouvrage concernant Paris parait en 2018,.
En 2015, le Laboratoire d'études de genre et de sexualité de l'université Paris-VIII lance un axe de recherche intitulé « Genre, création artistique et matrimoine », et en 2017, un séminaire « Genre, historiographies et histoires des arts : le matrimoine en question » est proposé par ce département.

## Le matrimoine en France
Débattue en France, la notion de matrimoine comme héritage propre à la production artistique et culturelle des femmes est examinée par le ministère de la Culture à travers l'instance consultative du Haut Conseil à l'égalité entre les femmes et les hommes (HCE) placée auprès du Premier ministre. Cette instance estime d'ailleurs que l'importance du matrimoine, qui relève du bien public et du bien commun, est minimisée en France.
Depuis 2015, des Journées du matrimoine sont organisées par différents acteurs et actrices de la culture, notamment le ministère de la Culture, et par les collectifs du Mouvement HF (égalité femmes hommes dans les métiers des arts et de la culture) donnant lieu à des performances (visites guidées, lectures, spectacles, performances, expositions),,,,. En 2016, Carole Thibaut, nommée à la direction du Théâtre des Îlets, inscrit « Journées du matrimoine » dans la programmation annuelle du centre dramatique.
Le 23 novembre 2017, le groupe Europe Écologie Les Verts demande au Conseil de Paris de renommer les Journées du patrimoine en Journées du matrimoine et du patrimoine, déclenchant de nombreuses réactions,,. La Ville s'est engagée à « intégrer le terme “matrimonial” dans sa communication tout en rappelant que l’appellation “Journées du patrimoine” dépend du ministère de la Culture et des institutions européennes ».
En janvier 2019, six étudiantes et un étudiant de l'école du Louvre mettent en ligne une carte interactive du « matrimoine parisien » recensant des œuvres financées, imaginées ou conçues par des femmes,.
En 2021, la Ville de Montreuil en Seine-Saint-Denis est la première municipalité à lancer annuellement ses Journées du matrimoine.
En juin 2024, la Ville de Grenoble organise le premier colloque international dédié à la notion de matrimoine sur le thème « Femmes, matrimoine et révolution » et fait inaugurer une plaque commémorant la Journée des Tuiles qui présente cette dernière comme un matrimoine révolutionnaire.

## Le matrimoine en Belgique
En septembre 2019, les premières « Journées du matrimoine » ont eu lieu à Bruxelles, à l'initiative de la plateforme Architecture Qui Dégenre et de l'association L'Ilot - sortir du sans-abrisme .
En janvier 2021, la Commission de l'Egalité des chances du parlement bruxellois a voté à l'unanimité une proposition de résolution, à l'initiative de la députée humaniste Véronique Lefrancq (cdH), visant à organiser des Journées du matrimoine dans la région-capitale de Bruxelles.

## Le matrimoine en Suisse
En septembre 2021, en Suisse, la Ville de Genève a organisé ses premières Journées du matrimoine, reconduites en 2022 et en 2023.